# 한스게오르크 폰 프리데부르크
한스게오르크 폰 프리데부르크(독일어: Hans-Georg von Friedeburg, 1895년 7월 15일 ~ 1945년 5월 23일)는 독일군의 제독이자 나치 독일의 유보트군 부사령관이며, 전쟁해군의 마지막 사령관이었다. 그는 1945년 5월 4일 뤼네부르크 황야와 5월 7일 랭스, 5월 8일 베를린에서 이루어진 나치 독일의 항복 조약식에 참석한 유일한 대표였다. 한스게오르크 제독은 플렌스부르크 정부의 해체로 곧 자살했다.

## 생애
한스게오르크 폰 프리데부르크는 독일 제국 영토였던 알자스로렌의 스트라스부르에서 태어났으며, 프로이센 육군 장교였던 카를 폰 프리데부르크의 아들이었다. 1914년 4월 1일, 그는 독일 제국해군에서 장교 후보생으로 복무했다. 제1차 세계 대전이 발발하자 한스게오르크는 중대 최연소 장교로 진급했다. 그는 이후 SMS 크론프린츠에서 근무했고, 유틀란트 해전에서 영국 해군의 대함대를 상대로 전투를 벌였다. 소위로 진급한 이후 그는 1918년 6월부터 11월까지 해군 장교로써 U-114에서 근무하며 유보트 전역에 참전했다.
전간기에 유명한 옛 독일 제국 해군 장교로써, 그는 1941년 9월 독일 전쟁해군의 유보트 함대의 부사령관으로 임명되었다. 프랑스에 본부를 둔 유보트 기지들을 순찰하며 유보트의 훈련과 파견을 맡았던 그는 연합군 수송대를 찾아내 공격하기 위해 유보트 피켓 라인을 조직했다. 그는 1942년 해군 소장으로 진급했고, 다음 해 2월 독일 유보트 함대의 지휘를 맡았다. 그는 1945년 1월 17일 전쟁수훈장을 수여받았다. 아돌프 히틀러의 자살 이후 카를 되니츠가 나치 독일의 대통령이 되었을 때, 한스게오르크는 독일 전쟁해군 사령관직을 맡았고, 1945년 5월 1일 제독으로 진급했다.

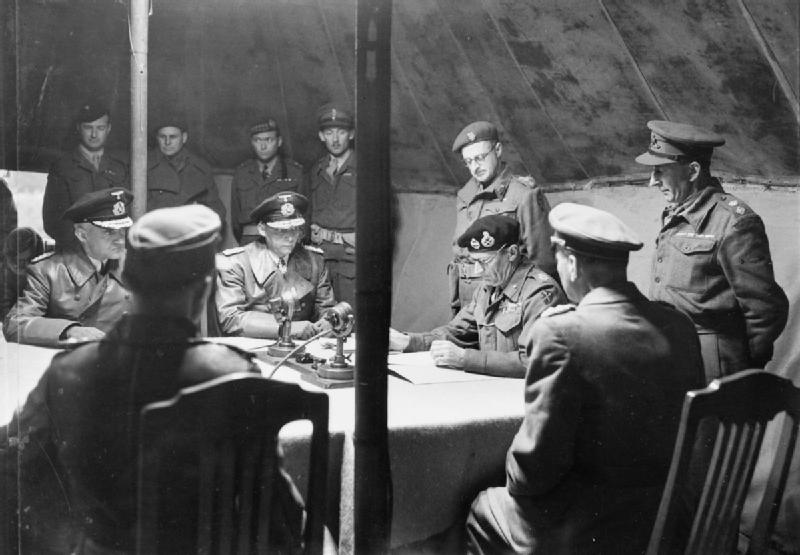
버나드 몽고메리와 한스게오르크가 1945년 5월 4일 뤼네부르크 황야에서 독일 항복 조약을 체결하고 있다.

1945년 5월 초, 되니츠는 한스게오르크에게 서구 연합군에게 항복에 관한 협상을 지시했다. 육군원수 버나드 몽고메리의 본부가 독일 뤼네부르크에 설치되면서 그는 모든 연합군 병력에게 무조건 항복을 하는 것이 필요하며 협상이 어려울 것이라는 정보를 받았다. 되니츠의 승인을 받은 후, 1945년 5월 4일 한스게오르크는 뤼네부르크 황야에서 네덜란드, 덴마크, 북동부 독일에 주둔한 독일군 전 병력의 항복 문서에 서명했다. 1945년 5월 7일, 그는 랭스가 이끄는 알프레트 요들이 독일 항복문서에 서명할 때 참관했다.
한스게오르크는 1945년 5월 8일 베를린에 있었는데, 독일 항복문서에 두번째로 서명하기 위함이었다. 그는 전쟁해군의 대표로서, 루프트바페의 대표인 한스위르겐 슈툼프, 독일 육군 원수이자 독일 국방군 최고사령부의 대표인 빌헬름 카이텔과 함께 독일 항복문서에 서명했다. 게오르기 주코프와 아서 테더가 각각 소련과 연합국 원정군 최고사령부를 대표해 문서에 서명했다. 1945년 5월 23일 플렌스부르크 정부의 주요 인사들이 체포되었을 때, 한스게오르크는 플뢴에 갇히게 되었다. 그의 국가가 패배했다는 것을 견딜 수 없었던 그는 1944년부터 마음 먹은대로 자살했다. 그는 플렌스부르크 근처의 아델바이 묘지에 묻혔다.

### 인용
1. ↑  Borgert, p. 331

### 자서전
- Busch, Rainer; Röll, Hans-Joachim (1999). 《German U-boat commanders of World War II : a biographical dictionary》. 번역 Brooks, Geoffrey. London, Annapolis, Md: Greenhill Books, Naval Institute Press. ISBN 1-55750-186-6.
- Borgert, Heinz-Ludwig (1998): Generaladmiral Hans-Georg von Friedeburg. In: Gerd R. Ueberschär (ed.): Hitlers militärische Elite. 68 Lebensläufe. Frankfurt am Main: Primus Verlag, 2011 (second edition). ISBN 978-3-534-23980-1
- Patzwall, Klaus D.; Scherzer, Veit (2001). 《Das Deutsche Kreuz 1941 – 1945 Geschichte und Inhaber Band II》 [The German Cross 1941 – 1945 History and Recipients Volume 2] (독일어). Norderstedt, Germany: Verlag Klaus D. Patzwall. ISBN 978-3-931533-45-8.